# Nuno I Alvites
Nuno Alvites Nuno anche in portoghese, in galiziano e in catalano Nuño in spagnolo (fine secolo X – 1028) è stato un militare spagnolo; era un conte galiziano nel regno di León dell'XI secolo, che fu signore della contea di Portucale.

## Origine
Nuno, come riporta Portugal no Período Vimaranense (868-1128), era figlio del Conte di Portucale Alvito Nunes e di Gontina, di cui non si conoscono gli ascendenti.

Alvito Nunes era figlio di Nuno Alvites e della moglie di cui non si conoscono né il nome né gli ascendenti.

Nuno Alvites (Nunus Aloitiz) viene citato nel documento n° LXXVI del Portugaliæ Monumenta Historica, Diplomata et Chartæ, Vol. I (Lisbon, 1868), Fasc. I, Pars I fu un discendente del conte Vímara Peres.

la penisola iberica alla morte di Nuno Alvites

## Biografia
Di Nuno Alvites si hanno poche informazioni.

Nel 1016, come riportano sia il Chronicon Lusitanum, che il ANONYME CHRONIQUE DE LUSITANIE vi fu una razzia di Vichinghi nella zona di Braga, che arrivò al castello di Vermudo, dove risiedeva il conte, Alvito Nunes.

Dopo tale avvenimento non si hanno più notizie di Alvito, per cui si suppone che morì durante gli scontri con i Vichinghi.

Dopo la morte del padre la contea di Portucale passò a Nuno, come riporta Portugal no Período Vimaranense (868-1128). Nuno viene citato con il titolo di conte sia dal Chronicon Lusitanum che dal ANONYME CHRONIQUE DE LUSITANIE.
In quanto cognato della Regina consorte di León Elvira Menéndez, moglie di Alfonso V di León (come conferma il documento n° LXXXVI, datato 1019, della Apéndice del Tomo II de la Historia de la Santa A. M. Iglesia de Santiago de Compostela), secondo Rodrigo Furtado, nel suo CUANDO PORTUGAL ERA REINO DE LEÓN: UNA REGIÓN EN EL NORDESTE PENINSULAR (SIGLOS IX-XI), Nuno frequentava spesso la corte del Regno di León.
Nel 1025 Nuno viene citato assieme alla moglie, Ilduara Menéndez (comite Nunus Aloitiz et uxori eius comitissa domna Ilduara), nel documento CCLIX del Portugaliae monumenta historica.
Secondo il Portugal no Período Vimaranense (868-1128) Nuno morì nel 1028.

Gli succedette il figlio, Menendo con la madre, Ilduara Menéndez, come riporta Portugal no Período Vimaranense (868-1128).

## Matrimonio e discendenza
Nuno aveva sposato, come risulta dal documento CCLIX del Portugaliae monumenta historica, Ilduara Menéndez, figlia di Mendo II Gonçalves e della moglie, Tutadona Moniz de Coimbra.

Nuno da Ilduara ebbe tre figli, tra cui:
- Menendo, che fu Conte di Portucale[11].

### Fonti primarie
- (LA)  Portugaliae monumenta historica.
- (LA)  España sagrada. Volumen 14.
- (LA)  (ES)  #ES Historia de la Santa A. M. Iglesia de Santiago de Compostela, Tomo II.

### Letteratura storiografica
- (ES)  #ES CUANDO PORTUGAL ERA REINO DE LEÓN: UNA REGIÓN EN EL NORDESTE PENINSULAR (SIGLOS IX-XI)
- (FR)  #ES Recherches sur l'histoire et la littérature de l'Espagne pendant le moyen age, tome premier
- (PT)  Portugal no Período Vimaranense (868-1128). Iª Parte
- (FR)  #ES ANONYME CHRONIQUE DE LUSITANIE